# 馬萬氏魮
馬萬氏魮（学名：Barbus mawambi）為輻鰭魚綱鯉形目鯉科魮屬的其中一個種。該物種於1914年由Paul Pappenheim描述，分布於非洲剛果民主共和國Ituri河流域，體長可達15公分。

## 扩展阅读
維基物種上的相關：馬萬氏魮